# Willy Siebold
Friedrich Wilhelm (Willy) Siebold (* 25. September 1880 in Bremen; † 19. März 1944 in Wiesbaden-Biebrich) war ein deutscher Unternehmer im nationalen und internationalen Schausteller- und Völkerschau-Gewerbe.

## Frühes Leben
Willy war der einzige Sohn des Schaustellerehepaars Franz und Anna Siebold, die auch drei Töchter hatten. Die Schule schloss Willy mit Abitur ab und studierte in Darmstadt, Bingen und Karlsruhe Maschinenbau und Ingenieurwissenschaften. Danach reiste er zu Studienaufenthalten nach London, Paris und in die USA. Als Willy von seinen Auslandsaufenthalten zurückkam, war die Familie durch unterschiedliche Geschäftsaktivitäten im Schaustellergewerbe und durch Immobilienkäufe wohlhabend geworden. Im Jahr 1911 heiratete er.

## Beruf

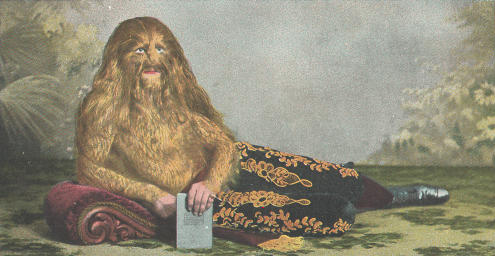
Lionel der Löwenmensch (Stephan Bibrowsky) im Alter von 17 Jahren

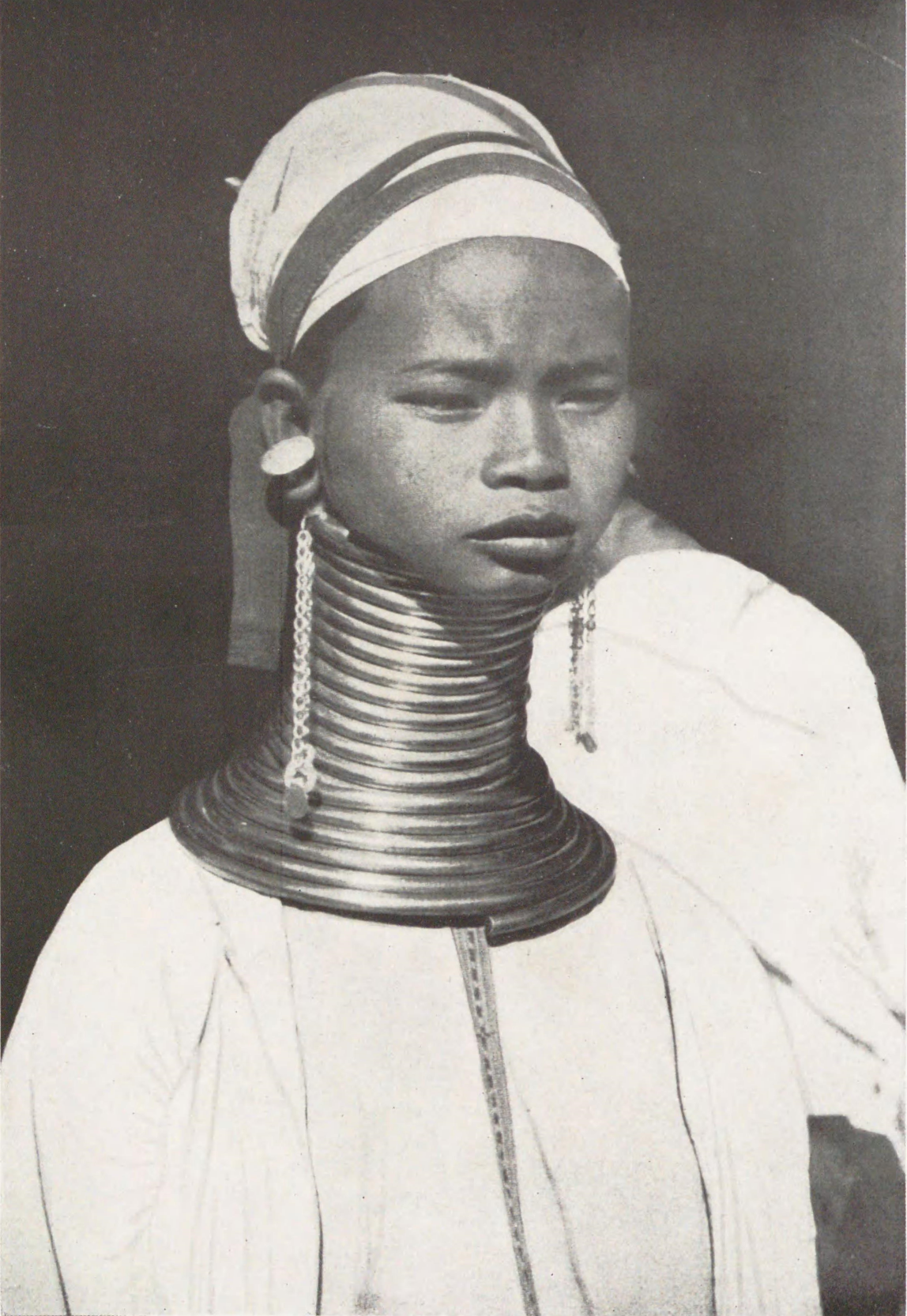
„Giraffenhals-Frau“ (1931)

Nach seiner Rückkehr von seinen Studienaufenthalten trat Willy Siebold in den elterlichen Betrieb ein und engagierte sich im Achterbahnbau und gründete 1910 in Bremen eine eigene Firma. Er baute sein Bahngeschäft weiter erfolgreich aus. Nach seiner Rückkehr aus dem Ersten Weltkrieg und dem Tod seines Vaters übernahm er dessen Schaustellergeschäft und erweiterte die Geschäftsfelder um Völkerschauen in Schaubuden, wo er „Lionel den Löwenmenschen“, „Giraffenhals-Frauen“ auch „Lippenneger“ und die „Kanaken der Südsee“ nicht nur auf dem Bremer Freimarkt, sondern auch auf dem Hamburger Dom, Oktoberfest in München und in den USA präsentierte. Willy Siebold war der erste, der Völkerschauen zu „Lippenneger“ und „Kanaken der Südsee“ aufführen ließ, er wurde bekannt durch seine Aufführungen von „Absurditäten“-Schaustellungen und hielt mehrere Patente für Fahrgeschäfte. Seine letzte Völkerschau in Deutschland war die Sara-Kaba-Völkerschau 1930–1932.
Weitere erfolgreiche Geschäftsaktivitäten in den 1920er Jahren lagen im Autoskooter- und Karussellgeschäft.
Nach der Machtübernahme der Nationalsozialisten wurde die Genehmigung von Völkerschauen erschwert und Willy stellte sie ein. Deswegen wurde seine in Schweden aufgestellte Achterbahn beschlagnahmt. Er entwickelte eine Geschäftstätigkeit mit Schauen mit „Liliputanern“, Riesenmenschen, Wesen aus der Märchenwelt und baute in Bremen eine Tiergartenschau auf. Nach seinem Tod im Jahr 1944 führte seine Frau Medy die Geschäfte zunächst fort und verkaufte das Unternehmen später.